# Brazos County
Brazos County är ett county i den amerikanska delstaten Texas. År 2010 var dess invånarantal 194 851. Den administrativa huvudorten (county seat) är Bryan. Brazos är uppkallat efter Brazosfloden, tillsammans med Brazoria County. 

## Geografi
Enligt United States Census Bureau har countyt en total area på 1 528 km². 1 528 km² av den arean är land och 13 km² är vatten. 

### Angränsande countyn
- Leon County  - nord
- Madison County  - nordöst
- Grimes County  - öst
- Washington County  - syd
- Burleson County  - sydväst
- Robertson County  - nordväst

## Orter
- Bryan
- College Station
- Millican
- Wixon Valley